# مملكة ساكسونيا
 مملكة ساكسونيا دولة كانت قائمة بين عامي 1806 و1918. كانت ساكسونيا عضواً مستقل في التحالف النابليوني الذي خاض الحروب النابليونية (اتحاد الراين). بعد مؤتمر فيينا صارت جزءاً من الاتحاد الألماني. وأخيراً من سنة 1871 جزءاً من الإمبراطورية الألمانية قبل أن يتم تحويلها في عام 1918 بعد هزيمة ألمانيا في الحرب العالمية الأولى إلى ولاية في جمهورية فايمار. عاصمتها دريسدن.